# سیارک ۱۵۳۲۱
سیارک ۱۵۳۲۱ (به انگلیسی: 15321 Donnadean، نامگذاری:1993PE8) پانزده هزار و سیصد و بیست و یکمین سیارک کشف شده‌است که در ۱۳ اوت ۱۹۹۳ کشف شد.
قدر مطلق سیارک برابر ۱۳٫۸۰ است.